# Paul Kohlhoff
Paul Kohlhoff (26 de junho de 1995) é um velejador alemão, medalhista olímpico.

## Carreira
Kohlhoff participou dos Jogos Olímpicos de Verão de 2020 em Tóquio, onde participou da classe Nacra 17, conquistando a medalha de bronze ao lado de Alica Stuhlemmer após finalizar a série de treze regatas com 63 pontos.